# Модифицированные функции Бесселя
Модифици́рованные фу́нкции Бе́сселя — это функции Бесселя от чисто мнимого аргумента.
Если в дифференциальном уравнении Бесселя
{\displaystyle z^{2}{\frac {d^{2}\omega }{dz^{2}}}+z{\frac {d\omega }{dz}}+(z^{2}-\nu ^{2})\omega =0}
заменить {\displaystyle \ z} на {\displaystyle \ iz}, оно примет вид
{\displaystyle z^{2}{\frac {d^{2}\omega }{dz^{2}}}+z{\frac {d\omega }{dz}}-(z^{2}+\nu ^{2})\omega =0.\qquad (1)}
Это уравнение называется  модифицированным уравнением Бесселя .
Если {\displaystyle \nu } не является целым числом, то функции Бесселя {\displaystyle J_{\nu }(iz)} и {\displaystyle J_{-\nu }(iz)} являются двумя линейно независимыми решениями уравнения {\displaystyle (1)}. Однако чаще используют функции
{\displaystyle I_{\nu }(z)=e^{-{\frac {i\nu \pi }{2}}}J_{\nu }\left(ze^{\frac {i\pi }{2}}\right)=\sum _{k=0}^{\infty }{\frac {\left({\dfrac {z}{2}}\right)^{2k+\nu }}{k!\Gamma (k+\nu +1)}}} и {\displaystyle I_{-\nu }(z).}
Их называют  модифицированными функциями Бесселя первого рода  или  функциями Инфельда  . Если {\displaystyle \nu } — вещественное число, а z неотрицательно, то  эти функции принимают вещественные значения.
{\displaystyle \nu } называется порядком функции.
Функция
{\displaystyle K_{\nu }(z)={\frac {\pi }{2\sin \nu \pi }}{\biggl [}I_{-\nu }(z)-I_{\nu }(z){\biggr ]}}
также является решением уравнения {\displaystyle (1)}. Её называют  модифицированной функцией Бесселя второго рода  или  функцией Макдональда  . Очевидно, что
{\displaystyle K_{\nu }(z)=K_{-\nu }(z)}
и принимает вещественные значения, если {\displaystyle \nu } — вещественное число, а {\displaystyle z} положительно.
|  |  |

## Функции целого порядка
Так как {\displaystyle I_{-\nu }(z)=I_{\nu }(z)} при целом {\displaystyle \nu } в качестве фундаментальной системы решений уравнения {\displaystyle (1)} выбирают {\displaystyle I_{n}(z)} и {\displaystyle K_{n}(z),} где
{\displaystyle K_{n}(z)=\lim \limits _{\nu \to n}K_{\nu }(z).}

## Рекуррентные соотношения и формулы дифференцирования

### Модифицированные функции Бесселя первого рода
{\displaystyle \left({\frac {d}{zdz}}\right)^{m}{\Bigl [}z^{\nu }I_{\nu }(z){\Bigr ]}=z^{\nu -m}I_{\nu -m}(z).}
{\displaystyle \left({\frac {d}{zdz}}\right)^{m}{\Bigl [}z^{-\nu }I_{\nu }(z){\Bigr ]}=z^{-\nu -m}I_{\nu +m}(z).}
{\displaystyle I_{\nu -1}(z)-I_{\nu +1}(z)=2\nu z^{-1}I_{\nu }(z).}
{\displaystyle I_{\nu -1}(z)+I_{\nu +1}(z)=2I'_{\nu }(z).}

### Модифицированные функции Бесселя второго рода
{\displaystyle \left({\frac {d}{zdz}}\right)^{m}{\Bigl [}z^{\nu }K_{\nu }(z){\Bigr ]}=(-1)^{m}z^{\nu -m}K_{\nu -m}(z).}
{\displaystyle \left({\frac {d}{zdz}}\right)^{m}{\Bigl [}z^{-\nu }K_{\nu }(z){\Bigr ]}=(-1)^{m}z^{-\nu -m}K_{\nu +m}(z).}
{\displaystyle K_{\nu -1}(z)-K_{\nu +1}(z)=-2\nu z^{-1}K_{\nu }(z).}
{\displaystyle K_{\nu -1}(z)+K_{\nu +1}(z)=-2K'_{\nu }(z).}

### Вронскиансистемы модифицированных функций Бесселя
{\displaystyle W\left[I_{\nu }(z),I_{-\nu }(z)\right]=-{\frac {2\sin(\nu \pi )}{\pi z}}.}
{\displaystyle W\left[I_{\nu }(z),K_{\nu }(z)\right]=-z^{-1}.}

## Интегральные представления

### Модифицированные функции Бесселя первого рода
{\displaystyle I_{\nu }(z)={\frac {2^{-\nu }z^{\nu }}{{\sqrt {\pi }}\Gamma (\nu +{\frac {1}{2}})}}\int _{0}^{\pi }e^{z\cos t}\left(\sin t\right)^{2\nu }dt,\qquad Re(\nu )>-{\frac {1}{2}},\Gamma (z)} — гамма-функция.
{\displaystyle I_{\nu }(z)={\frac {2^{1-\nu }z^{\nu }}{{\sqrt {\pi }}\Gamma (\nu +{\frac {1}{2}})}}\int _{0}^{1}(1-t^{2})^{\nu -{\frac {1}{2}}}\cosh(zt)dt,\qquad Re(\nu )>-{\frac {1}{2}}.}
{\displaystyle I_{\nu }(z)={\frac {2^{-\nu }z^{\nu }}{{\sqrt {\pi }}\Gamma (\nu +{\frac {1}{2}})}}\int _{-1}^{1}(1-t^{2})^{\nu -{\frac {1}{2}}}e^{-zt}dt,\qquad Re(\nu )>-{\frac {1}{2}}.}
{\displaystyle I_{n}(z)={\frac {1}{\pi }}\int _{0}^{\pi }e^{z\cos t}\cos(nt)dt,\qquad n\in \mathbb {Z} ,Re(z)>0.}

### Модифицированные функции Бесселя второго рода
{\displaystyle {{K}_{\nu }}(z)=\int _{0}^{\infty }{{e}^{-z\cosh t}}\cosh(\nu t)dt,\qquad |Arg(z)|<{\frac {\pi }{2}}.}
{\displaystyle {{K}_{\nu }}(z)={\frac {{\sqrt {\pi }}{{\left({\frac {z}{2}}\right)}^{\nu }}}{\Gamma (\nu +{\frac {1}{2}})}}\int _{1}^{\infty }{{({{t}^{2}}-1)}^{\nu -{\frac {1}{2}}}}{{e}^{-zt}}dt,\qquad Re(\nu )>-{\frac {1}{2}},|Arg(z)|<{\frac {\pi }{2}}.}
{\displaystyle {{K}_{\nu }}(z)={\frac {{\sqrt {\pi }}{{\left({\frac {z}{2}}\right)}^{\nu }}}{\Gamma (\nu +{\frac {1}{2}})}}\int _{0}^{\infty }{{e}^{-z\cosh t}}{{\left(\sinh t\right)}^{2\nu }}dt,\qquad Re(\nu )>-{\frac {1}{2}},|Arg(z)|<{\frac {\pi }{2}}.}

## Асимптотическое поведение
{\displaystyle I_{\nu }(z)\varpropto {\frac {e^{z}}{\sqrt {2\pi z}}}\left(1+O\left({\frac {1}{z}}\right)\right),\qquad \left|Arg(z)\right|<{\frac {\pi }{2}},\left|z\right|\to \infty .}
{\displaystyle K_{\nu }(z)\varpropto {\sqrt {\frac {\pi }{2}}}{\frac {e^{-z}}{\sqrt {z}}}\left(1+O\left({\frac {1}{z}}\right)\right),\qquad \left|z\right|\to \infty .}
Частный и общий случаи:
{\displaystyle K_{0}(z)={\sqrt {\frac {\pi }{2z}}}e^{-z}\sum \limits _{m=0}^{\infty }{\frac {\left[\left({2m-1}\right)!!\right]^{2}}{m!\left(-{8z}\right)^{m}}},\qquad \left|z\right|\to \infty ,\quad |\arg z|<\pi /2}
```

  

    

      

        

          
K

          

            
ν

          

        

        
(

        
z

        
)

        
=

        

          

            

              
π

              

                
2

                
z

              

            

          

        

        

          
e

          

            
−

            
z

          

        

        

          

            
(

          

        

        
1

        
+

        

          

            

              
(

              

                
4

                

                  
ν

                  

                    
2

                  

                

                
−

                

                  
1

                  

                    
2

                  

                

              

              
)

            

            

              
1

              
!

              

                

                  
(

                  

                    
8

                    
z

                  

                  
)

                

                

                  
1

                

              

            

          

        

        
+

        

          

            

              

                

                  
(

                  

                    
4

                    

                      
ν

                      

                        
2

                      

                    

                    
−

                    

                      
1

                      

                        
2

                      

                    

                  

                  
)

                

              

              

                

                  
(

                  

                    
4

                    

                      
ν

                      

                        
2

                      

                    

                    
−

                    

                      
3

                      

                        
2

                      

                    

                  

                  
)

                

              

            

            

              
2

              
!

              

                

                  
(

                  

                    
8

                    
z

                  

                  
)

                

                

                  
2

                

              

            

          

        

        
+

        
…

        

          

            
)

          

        

        
,

        

        

          
|

          
z

          
|

        

        
→

        
∞

        
,

        

        

          
|

        

        
arg

        
⁡

        
z

        

          
|

        

        
<

        
π

        

          
/

        

        
2

      

    

    
{\displaystyle K_{\nu }(z)={\sqrt {\frac {\pi }{2z}}}e^{-z}{\Bigl (}1+{\frac {\left({4\nu ^{2}-1^{2}}\right)}{1!\left(8z\right)^{1}}}+{\frac {{\left({4\nu ^{2}-1^{2}}\right)}{\left({4\nu ^{2}-3^{2}}\right)}}{2!\left(8z\right)^{2}}}+\ldots {\Bigr )},\qquad \left|z\right|\to \infty ,\quad |\arg z|<\pi /2}

  

```

## Замечание
- Существует классический ряд Шлёмильха по j-функциям Бесселя [1] [2]